# Chicken-n-Beer
Chicken-n-Beer — четвертий студійний альбом американського репера Лудакріса, випущений 7 жовтня 2003 року на лейблах Disturbing tha Peace і Def Jam South. 
Альбом записувався з 2002 по 2003 рік, і ним займалися кілька продюсерів, у тому числі DJ Nasty &amp; LVM, Kanye West, Mo B. Dick, DJ Paul, Juicy J і сам Ludacris. Chicken-n-Beer музично схожий на попередню роботу Лудакріса, оскільки він використовує швидкий, дуже універсальний флоу. Деякі пісні в альбомі мають політичне забарвлення.
Альбом дебютував під номером один у чарті Billboard 200, продавши 429 000 копій за перший тиждень. На відміну від попередніх альбомів Лудакріса, альбом досяг успіху за межами Сполучених Штатів, потрапивши в чарти кількох європейських територій, включаючи Німеччину та Великобританію. Після випуску Chicken-n-Beer отримав позитивні відгуки. Він був рекламований чотирма синглами, два з яких – «Stand Up» і «Splash Waterfalls» — стали першими синглами для Лудакріса, які потрапили в топ-10 американського Billboard Hot 100.

## Тексти пісень і теми
Лудакріс часто використовує швидкий темп на Chicken-n-Beer, водночас часто насичуючи слова, які він читає, гумористичними репліками та натяками. Льюїс Дене зауважив, що Лудакріс зазвичай включає в свої тексти «блискавичні фрази, різку дотепність і багато орієнтирів». Багато пісень на Chicken-n-Beer мають переважно сексуальний характер, і Натан Рабін з The A.V. Club порівняв їх із матеріалами, записаними подібними до хіп-хоп групи 2 Live Crew. «Stand Up» був описаний як «запеклий секс-реп», а «Hoes in My Room», спільна робота з Снуп Доггом, описує вигадану зустріч із групою прихильниць після живого виступу. Далі Рабін зазначив, що Лудакріс звертається до таких тем із «нешанобливою радістю», незважаючи на те, що описує ці теми «застарілими» та шаблонними. Лудакріс нападає на політичного коментатора Білла О'Райлі, який конкретно критикував Лудакріса за зміст його текстів і зазначав, що він має поганий вплив. «Blow It Out» і «Screwed Up» містять прямі посилання на О'Райлі та його коментарі, а також про труднощі популярності. 

## Комерційний успіх
Альбом дебютував під номером один у чарті Billboard 200, ставши першим альбомом Лудакріса, який очолив чарт: загальні продажі за перший тиждень у 429 000 копій були кращими порівняно з попереднім альбомом Лудакріса Word of Mouf 2001 року, який розійшовся накладом 282 000 примірників у перший тиждень. На другому тижні Chicken-n-Beer опустився на 2-е місце, продавши 194 000 копій, а загальний продаж альбому досяг 623 000. Альбом провів п’ять тижнів у першій десятці чарту, продавши 936 000 копій за цей час: він провів у чарті загалом 45 тижнів. Він також посів перше місце в чарті Top R&B/Hip-Hop Albums. 18 червня 2004 року альбом отримав подвійний платиновий статус Асоціації звукозаписної індустрії Америки (RIAA) за продаж 2 000 000 копій у Сполучених Штатах.

## Прийом критиків
Після випуску Chicken-n-Beer отримав загалом позитивні відгуки музичних критиків. На Metacritic, який присвоює оцінку зі 100 рецензіям основних критиків, альбом отримав середню оцінку 75 на основі 10 рецензій, що означає «загалом схвальні рецензії». Джон Буш з AllMusic відзначив «блискавичне фразування та різку дотепність» Лудакріса та «розважливу, дуже веселу персону»: він продовжив хвалу ексцентричному та оптимістичному характеру музики Лудакріса, назвавши його «одним із тих небагатьох, хто справді щось святкує – і чудово проводить час».

## Список композицій
| #     | Назва                                               | Автор | Продюсер(и)                 | Тривалість |
| ----- | --------------------------------------------------- | --- | --------------------------- | ---------- |
| 1.    | «Southern Fried Intro»                              | Christopher Bridges Burt Bacharach Charles Bobbit Isaac Hayes James Brown Gloria Collins Hal David Johnny Mollings Lenny Mollings Fred Wesley | DJ Nasty & LVM              | 3:55       |
| 2.    | «Blow It Out»                                       | Bridges Rondell Turner | Ron Browz                   | 4:05       |
| 3.    | «Stand Up» (за участю Shawnna)                      | Bridges Kanye West Rashawnna Guy | Kanye West Ludacris (спів.) | 3:33       |
| 4.    | «Rob Quarters» (Skit)                               | Terrence Battle | T-Storm                     | 1:04       |
| 5.    | «Splash Waterfalls»                                 | Bridges Michael Guy Laurence Mizell | Icedrake                    | 4:50       |
| 6.    | «Hard Times» (за участю 8Ball & MJG та Carl Thomas) | Bridges Marlon Goodwin J. Mollings L. Mollings Mizell Premro Smith                                                                            | DJ Nasty & LVM              | 5:15       |
| 7.    | «Diamond in the Back»                               | Bridges Paul Beauregard William DeVaughn Jordan Houston                                                                                       | DJ Paul Juicy J             | 4:12       |
| 8.    | «Screwed Up» (за участю Lil' Flip)                  | Bridges Wesley Weston, Jr. Raymond Poole | Mo B. Dick                  | 4:52       |
| 9.    | «T Baggin'» (Skit)                                  | Battle | T-Storm                     | 0:53       |
| 10.   | «P-Poppin» (за участю Shawnna та Lil' Fate)         | Bridges Zukhan Bey R. Guy Chad Hugo Michael Tyler Pharrell Williams Arbie Wilson                                                              | Bey                         | 4:50       |
| 11.   | «Hip Hop Quotables»                                 | Bridges Erick Sermon | Erick Sermon                | 3:09       |
| 12.   | «Black Man's Struggle» (Skit)                       | Battle | T-Storm                     | 0:35       |
| 13.   | «Hoes in My Room» (за участю Snoop Dogg)            | Bridges Calvin Broadus, Jr. Poole | Mo B. Dick                  | 4:40       |
| 14.   | «Teamwork»                                          | Bridges Mickey Davis | Black Key                   | 3:46       |
| 15.   | «Interactive» (Skit)                                | Battle | T-Storm                     | 1:03       |
| 16.   | «We Got» (за участю Chingy, I-20 та Tity Boi)       | Bridges Howard Bailey, Jr. Beauregard Tauheed Epps Houston Bobby Sandimanie                                                                   | DJ Paul Juicy J             | 4:21       |
| 17.   | «Eyebrows Down» (за участю Playaz Circle)           | Bridges Torrey Cook | Jook                        | 5:20       |
| 60:22 |                                                     | |                             |            |

| Бонус-треки у Великій Британії | Бонус-треки у Великій Британії                                       | Бонус-треки у Великій Британії | Бонус-треки у Великій Британії | Бонус-треки у Великій Британії |
| #                              | Назва                                                                | Автор                          | Продюсер(и)                    | Тривалість                     |
| ------------------------------ | -------------------------------------------------------------------- | ------------------------------ | ------------------------------ | ------------------------------ |
| 18.                            | «Act a Fool»                                                         | Bridges Keith McMasters        | Keith Mack                     | 4:30                           |
| 19.                            | «Southern Hospitality (Remix)» (за участю Ms. Dynamite та Maxwell D) | Bridges S. Santiago Williams   | The Neptunes                   | 4:03                           |
| 68:55                          |                                                                      |                                |                                |                                |

| Бонус-треки з перевидання | Бонус-треки з перевидання                 | Бонус-треки з перевидання     | Бонус-треки з перевидання | Бонус-треки з перевидання |
| #                         | Назва                                     | Автор                         | Продюсер(и)               | Тривалість                |
| ------------------------- | ----------------------------------------- | ----------------------------- | ------------------------- | ------------------------- |
| 18.                       | «Blow It Out (Remix)» (за участю 50 Cent) | Bridges Curtis Jackson Turner | Ron Browz                 | 4:03                      |
| 64:25                     |                                           |                               |                           |                           |

Примітки
- (спів.) означає співпродюсера

## Чарти
| Чарт (2003)                             | Найвища позиція |
| --------------------------------------- | --------------- |
| Australian Albums (ARIA)                | 98              |
| Canada (Canadian Albums Chart)          | 5               |
| Canadian R&B Albums (Nielsen SoundScan) | 8               |
| Germany (Media Control Charts)          | 87              |
| Ireland (IRMA)                          | 71              |
| UK Albums (Official Charts Company)     | 44              |
| US Billboard 200                        | 1               |
| US Top R&B/Hip-Hop Albums (Billboard)   | 1               |

| Чарт (2003)                           | Позиція |
| ------------------------------------- | ------- |
| US Billboard 200                      | 63      |
| US Top R&B/Hip-Hop Albums (Billboard) | 32      |
| Чарт (2004)                           | Позиція |
| US Billboard 200                      | 41      |
| US R&B/Hip-Hop Albums (Billboard)     | 13      |

## Сертифікації
| Регіон                                             | Сертифікація  | Продажі    |
| -------------------------------------------------- | ------------- | ---------- |
| Канада (Music Canada)                              | Платиновий    | 100 000^   |
| Велика Британія (BPI)                              | Золотий       | 100 000^   |
| США (RIAA)                                         | 2× Платиновий | 2 000 000^ |
| ^відвантаження, що базуються лише на сертифікаціях |               |            |